# Флаг Силина
Флаг внутригородского муниципального образования Силино в Зеленоградском административном округе города Москвы Российской Федерации.
Утверждён 10 ноября 2004 года и является официальным символом муниципального образования Силино.

## Описание
Представляет собой двустороннее, прямоугольное полотнище с соотношением сторон 2:3. Полотнище флага разделено диагонально из нижнего угла, прилегающего к древку. В верхней зелёной части помещено изображение жёлтого семилопастного височного кольца (древнего украшения). Габаритные размеры изображения составляют 7/24 длины и ½ ширины полотнища. Центр изображения находится на расстоянии 5/24 длины полотнища от бокового края полотнища, прилежащего к древку, и на расстоянии 5/16 ширины полотнища от верхнего края полотнища. В нижней голубой части помещено изображение жёлтой мурованной водокачки с белой крышей. Габаритные размеры изображения составляют 7/120 длины и ⅝ ширины полотнища. Центр изображения находится на расстоянии 5/24 длины полотнища от бокового края полотнища, противоположного древку, и на расстоянии ⅜ ширины полотнища от нижнего края полотнища.

## Обоснование символики
Древнее украшение — семилопастное височное кольцо символизирует одно из самых древних поселений Северо-западного подмосковья. На территории Силино находится насыпь древнего кургана, в котором и было найдено височное кольцо.
Жёлтая мурованная водокачка с белой крышей символизирует искусственный водоём, образовавшийся в середине XIX века от воздвигнутой плотины, перегородившей русло реки Сходня. Водоём и построенная рядом с ним водокачка использовались для обслуживания паровозов на станции Крюково Николаевской, ныне Октябрьской, железной дороги. В настоящее время водоём является местом отдыха.